# 96268 Tomcarr
96268 Tomcarr è un asteroide della fascia principale. Scoperto nel 1995, presenta un'orbita caratterizzata da un semiasse maggiore pari a 2,5878446 UA e da un'eccentricità di 0,2703774, inclinata di 4,40281° rispetto all'eclittica.